# Svartmaskad myrfågel
Svartmaskad myrfågel (Myrmoborus myotherinus) är en fågel i familjen myrfåglar inom ordningen tättingar.

## Utseende och läte
Svartmadks myrfågel är en kortstjärt myrfågel med svart ansikte hos båda könen. Hanen är grå med vita vingband, honan brun ovan och beige under med gräddfärgade vingband och vit eller beige strupe. Den liknar vitbrynad myrfågel men saknar dennas ögonbrynsstreck, vitt hos hanen, orangefärgat hos honan. Hona svartmaskad myrfågel har även brunare undersida. Sången består av en serie med fem till sju jämna visslingar, med något högre tonhöjd i mitten. I södra delen av utbredningsområdet är visslingarna klara, i norr hårdare.

## Utbredning och systematik
Svartmaskad myrfågel delas in i sju underarter med följande utbredning:
- Myrmoborus myotherinus elegans – förekommer från sydöstra Colombia till södra Venezuela, i Peru och i nordvästra Amazonområdet i Brasilien
- Myrmoborus myotherinus myotherinus – förekommer längst ut i östra Peru, i nordvästra Bolivia och i sydvästra Amazonområdet i Brasilien
- Myrmoborus myotherinus incanus – förekommer i nordvästra Amazonområdet i Brasilien (längs norra stranden av floden Solimões)
- Myrmoborus myotherinus ardesiacus – förekommer i västra Brasilien (floderna Japura och Negro)
- Myrmoborus myotherinus proximus – förekommer i västra Brasilien (Amazonflodens södra strand mellan floderna Purus och Madeira)
- Myrmoborus myotherinus sororius – förekommer i södra och centrala Amazonområdet i Brasilien (Rondônia)
- Myrmoborus myotherinus ochrolaema – förekommer i Brasilien söder om Amazonfloden (från floden Madeira till Tocantins, Mato Grosso)

## Levnadssätt
Svartmaskad myrfågel hittas i undervegetation i högväxt skog, ofta mer uppvuxen skog än närbesläktade arten vitbrynad myrfågel. Den födosöker enstaka eller i par.

## Status och hot
Arten har ett stort utbredningsområde, men tros minska i antal, dock inte tillräckligt kraftigt för att den ska betraktas som hotad. Internationella naturvårdsunionen IUCN listar arten som livskraftig (LC).

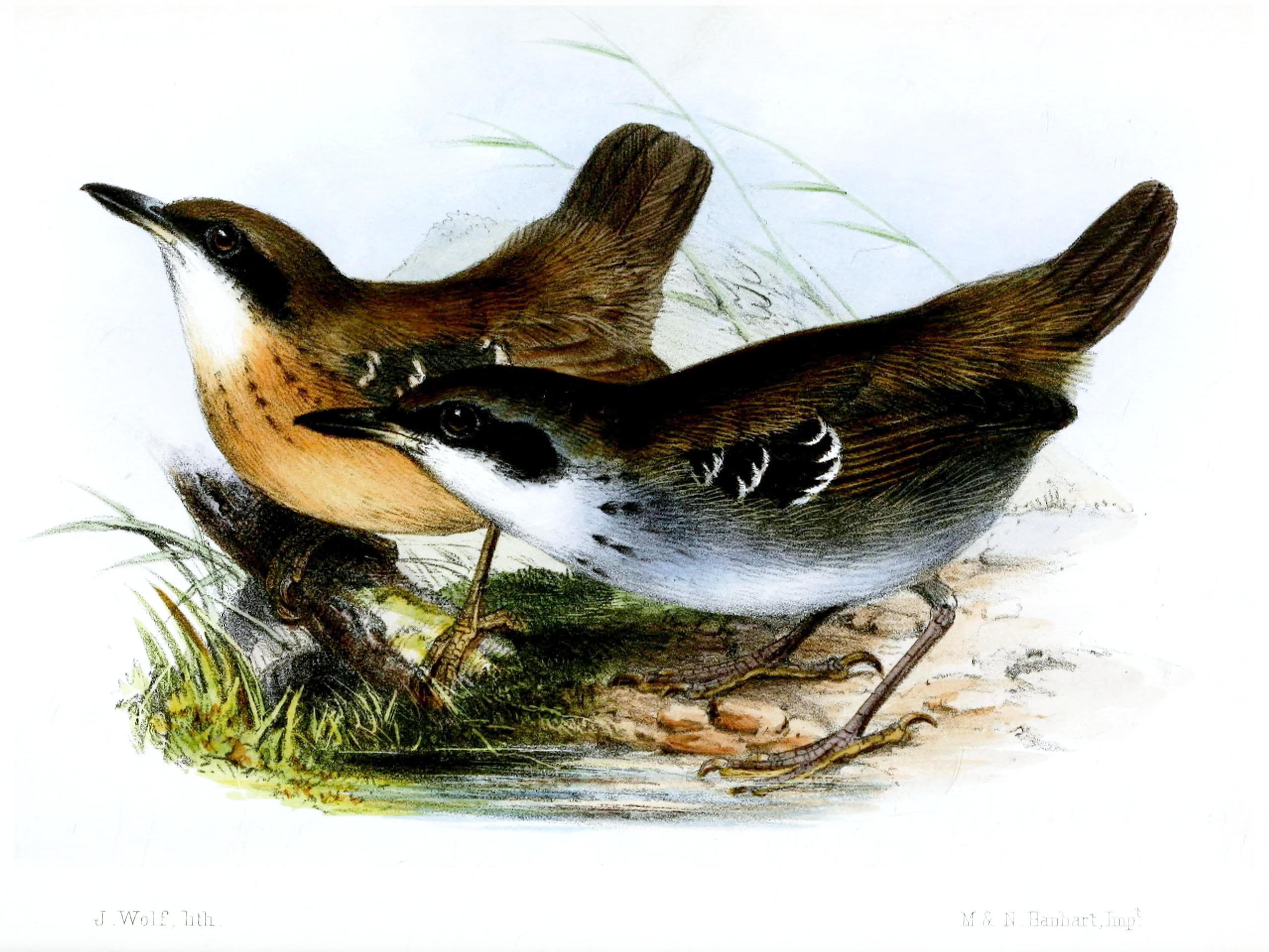
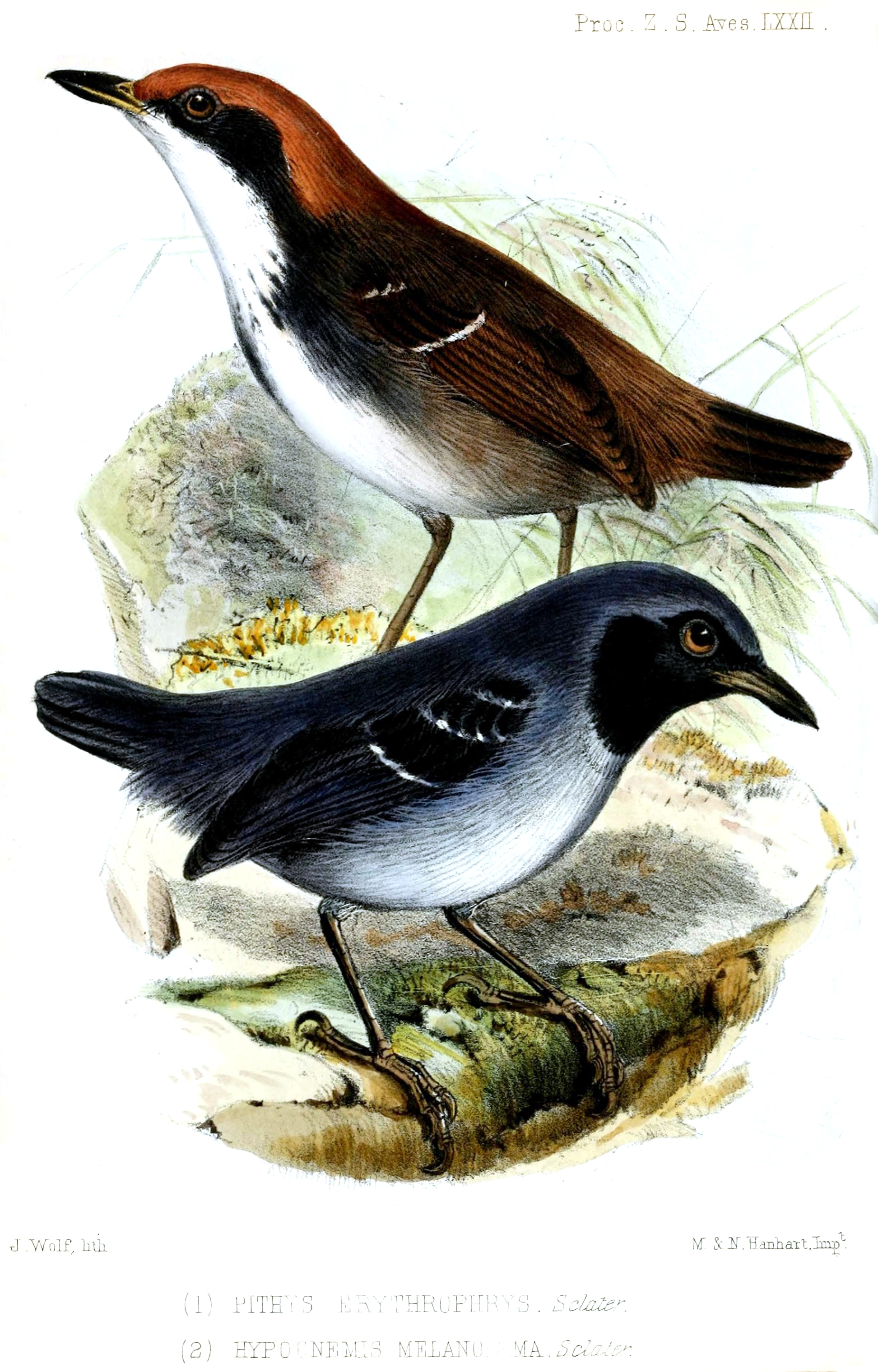